# Xyris roraimae
Xyris roraimae är en gräsväxtart som beskrevs av Gustaf Oskar Andersson Malme. Xyris roraimae ingår i släktet Xyris och familjen Xyridaceae. Inga underarter finns listade i Catalogue of Life.